# Pasquale Galluppi

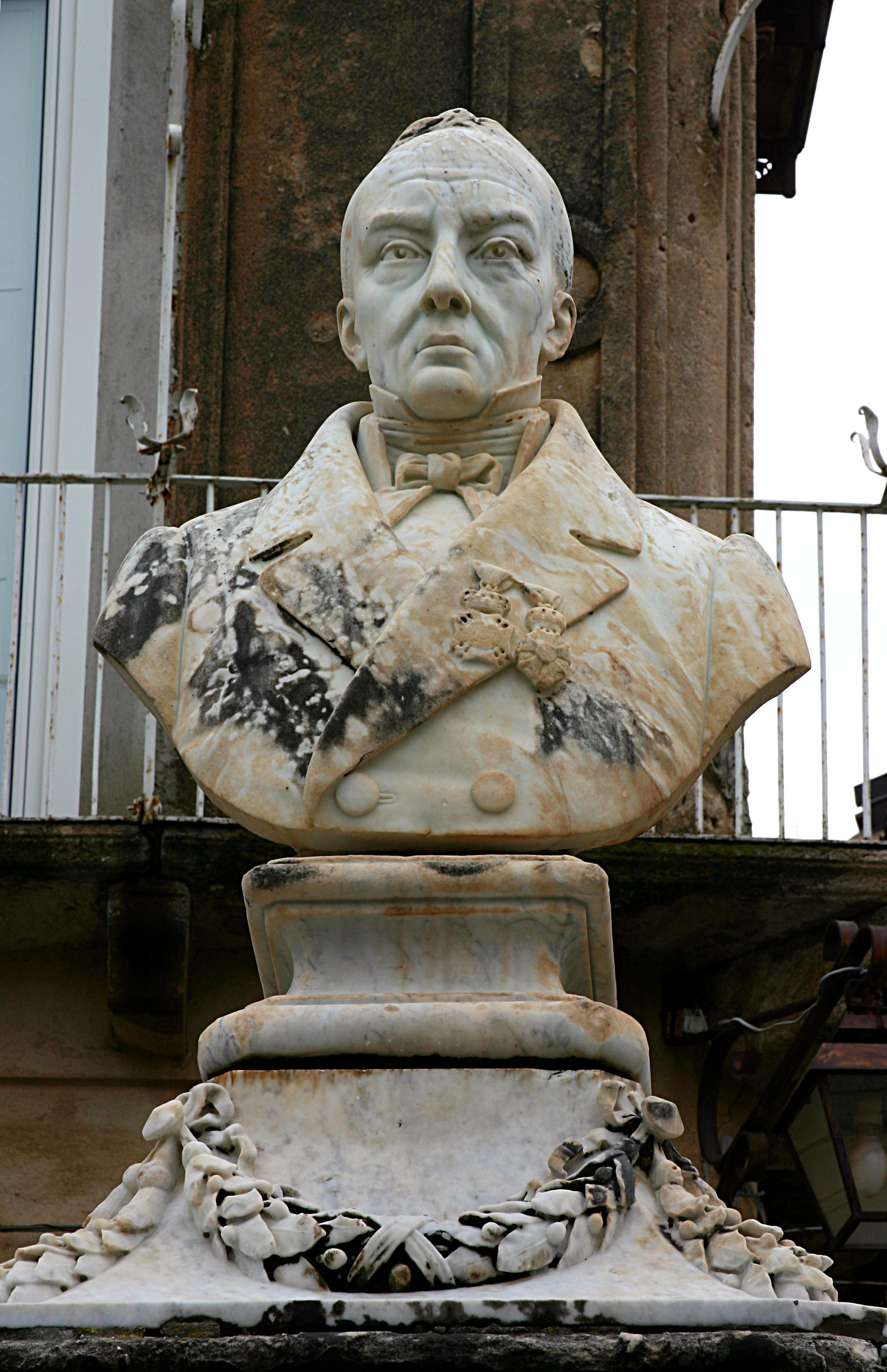
Pasquale Galluppi.

Pasquale Galluppi (Tropea, 12 de abril de 1770 - Nápoles, 13 de dezembro de 1846), foi um filósofo italiano, dos mais importantes da época do Risorgimento.
Foi correspondente do Instituto de França, sendo agraciado com o título de cavaleiro da Legião de Honra daquele país, em 1830.
Em 1831 tornou-se titular da cadeira de lógica e metafísica da Universidade da Nápoles, onde permaneceu por quinze anos.
As suas idéias liberais foram expressas em "Pensamentos Filosóficos sobre a Liberdade Compatíveis com Qualquer Forma de Governo" e em seus "Opúsculos Filosóficos sobre a Liberdade Individual do Cidadão", de 1820, nos quais pede a liberdade de pensamento, de imprensa e de religião.
Escreveu outras obras como o "Ensaio Filosófico sobre a Crítica do Conhecimento" e "Lições de Lógica e de Metafísica".
A filosofia de Gallupi, "qualificada de filosofia da experiência", baseia-se numa psicologia descritiva que considera a vontade como fator fundamental da vida psíquica.

## Obras
- Saggio filosofico sulla critica della conoscenza umana
- Lettere sulle vicende della filosofia da Cartesio a Kant
- Elementi di Filosofica
- Lezioni di Logica e Metafisica
- Filosofia della volontà
- Considerazioni filosofiche sull' idealismo trascendentale
- Storia della Filisofia